# 관평천
관평천은 대전광역시의 지방하천이다. 대전광역시 유성구 관평동에서 발원하여 같은 동에서 국가하천인 갑천과 합류하는 길이 2.9km의 하천이다.

## 생태하천
관평천은 대덕테크노밸리 사업구역 내에 위치해있으며, 대덕테크노밸리 사업 과정에서 5년간 80억원을 투입하여 생태하천으로 재정비하였다. 관평천은 정비 이전에 원래 건천(乾川)이었기 때문에 복원과정에서 유량 확보를 위해 유지수 펌프 및 방류시설을 설치했다.

### 식생
관평천에는 현재 싸리나무, 낭아초, 고마리 등 141종의 식물과 붉은머리오목눈이, 흰뺨검둥오리 등 36종의 조류와 참붕어, 피라미, 동사리 등 13종의 어류를 포함한 130종의 동물 등 총 271종의 다양한 동식물이 서식하고 있다.